# Релінг (Баварія)
Ре́лінг (нім. Rehling) — громада в Німеччині, знаходиться в землі Баварія. Підпорядковується адміністративному округу Швабія. Входить до складу району Айхах-Фрідберг.
Площа — 26,26 км2. Населення становить 2571 ос. (станом на 31 грудня 2020).